# Cook da Books
A Cook da Books (ismertek még Cook the Books, Big in France és Da Books néven is) Liverpoolból származó brit new wave együttes, amely 1980-ban alakult. Pályafutásuk alatt leginkább független kiadókhoz szerződtek, zenéjük pedig jelentős részben politikai felhangú volt, bár sikeres filmzenéikről is ismertek. Leghíresebb daluk a "Your Eyes", amely a Házibuli 2. című film betétdala volt (ebben a filmben amúgy az együttes is feltűnik egy jelenetben). A Cook da Books két stúdióalbumot és tizenegy kislemezt adott ki, mielőtt 1988-ben feloszlott.

## Tagok
- Kevin Kunky Kelly – ének (kivált az együttesből)
- Owen Moran – basszusgitár, vokál
- Peter "Digsy" Deary – ének, gitár
- Tony Prescott – billentyűs hangszerek
- John Legget – dobok

## Diszkográfia

### Stúdióalbumok
- 1983: Outch
- 1989: Big Dreams (Da' Books néven)